# Daniël de Blieck
Daniël de Blieck (Middelburg, ca. 1610 - aldaar, 1673) was een Nederlandse kunstschilder, technisch tekenaar en architect uit de Gouden Eeuw, die gespecialiseerd was in architectonische schilderijen.

## Biografie
Er is weinig bekend over zijn leven. Vermoed wordt dat hij een leerling was van de architectonische schilder Dirck van Delen. Hij werd lid van het Middelburgse Sint-Lucasgilde in ca. 1648 en was deken van dezelfde gilde in 1664, 1665 en 1668. De Blieck woonde ook in Engeland, van 1658 tot 1661.
Toen de Staten van Zeeland in 1670 besloten om munten mechanisch te slaan, werd De Blieck gevraagd om tekeningen te maken van de benodigde apparatuur voor de productie. Hij was goed op de hoogte van de laatste technische ontwikkelingen, zoals die in Parijs, en had ook tekeningen gemaakt voor muntapparatuur voor Dordrecht. De Blieck maakte ook een aantal reizen naar Antwerpen, Rotterdam en Den Haag, waar hij werkte als toezichthouder voor reparaties en onderdelen.
In 1665 had hij Adriaen van de Graeff als leerling.

## Werk

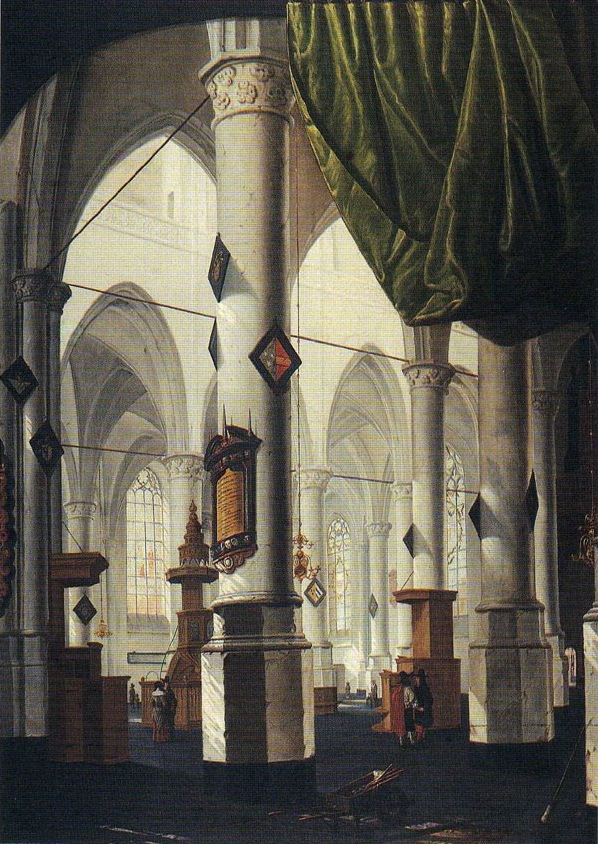
Interieur van een kerk, 1652.

Naast bouwkundige studies schilderde De Blieck ook enkele portretten. Zijn architectonische schilderijen van denkbeeldige kerkinterieurs waren in de stijl van de Vlaamse schilder Hendrick Aerts, maar rond ca. 1650 ontwikkelde hij, onder invloed van de architectonische schilders van de Delftse School (zoals Hendrick Cornelisz. van Vliet), een meer realistische stijl.
Tussen 1655 en 1657 tekende hij in een schetsboek waarin 82 bouwkundige tekeningen zijn bewaard. De Blieck was ook architect, maar er is weinig bekend over zijn werk op dit gebied. Hij ontwierp een nieuw magazijn voor de Vereenigde Oostindische Compagnie.
De Blieck is begraven op 3 maart 1673 op het Oude Kerkhof te Middelburg.
- Biografisch Portaal: 66102579
- Digitale Bibliotheek voor de Nederlandse Letteren: blie002
- International Standard Name Identifier: 0000 0004 5285 2846
- KulturNav: 5204bcf7-250e-44b7-87b3-46c207c77664
- Nederlandse Thesaurus van Auteursnamen: 389060453
- RKD-Nederlands Instituut voor Kunstgeschiedenis: 9039
- Union List of Artist Names: 500031464
- Virtual International Authority File: 317290854
- WorldCat: E39PBJyCJB66836HgJCxB4mw4q